# Троицкий собор (Златоуст)
Свято-Троицкий собор — утраченный главный православный храм города Златоуста Челябинской области. Был построен в 1842 году, являлся самым крупным в Уфимской губернии, вмещал до 3000 человек. Разрушен коммунистами в 1932—1933 годах.
Закладка собора состоялась в мае 1835 года, строительство здание продолжалось пять лет. 2 октября 1840 года комиссия во главе с главным архитектором Уральского горного правления Михаилом Малаховым засвидетельствовала окончание строительства. Ещё два года выполнялось внутреннее убранство собора. Строительство велось на добровольные пожертвования жителей города и средства казны. Иконостас для собора был изготовлен художником А. К. Малаховым. 6 июня 1842 года состоялось освящение храма, его совершил епископ Оренбургский и Уфимский Иоанникий (Образцов). В 1843—1848 годах рядом с собором была сооружена пятиярусная колокольня высотой 72,5 м.
Свято-Троицкий собор был пятиглавым храмом с двумя приделами: Благовещения Пресвятой Богородицы и во имя благоверного князя Александра Невского. Высота храма составляла 51,2 м, длина — 44,8 м, ширина 29 м, площадь внутреннего пространства для молящихся составляла 910 м² и была вымощена чугунными плитами. С трёх сторон (исключая алтарную) здание окружали колоннады по шесть колонн в каждой высотой 11 м.
28 января 1928 года собор был закрыт, здание передали краеведческому музею. В 1932 году была снесена колокольня. Летом 1933 года были начаты работы по ликвидации здания Свято-Троицкого собора, которые завершили к ноябрю.
- Цветная фотография Сергея Прокудина-Горского, 1910 год
- Вид с горы Косотур на центр Златоуста (конец XIX века)